# Kizkalesi
Kizkalesi is een antieke stad in het zuiden van Turkije, in de provincie Mersin, gelegen aan de Middellandse Zee.
Naast vele archeologische vindplaatsen in en rond het stadje, werd er veel geïnvesteerd in toerisme, dat nu in volle ontwikkeling is. De burcht van Kizkalesi bevindt zich op een eilandje, vlak bij het zandstrand.
Dichtbij, op 7 kilometer afstand, bevindt zich Ayas, tevens een residentiële badplaats.
|  |